# BR-457
De BR-457 is een federale weg in de deelstaat Goiás in het midden van Brazilië. De weg is een verbindingsweg tussen Goiânia en Cristalina.
De weg heeft een lengte van 248 kilometer.

## Aansluitende wegen
- BR-060/BR-153, GO-403 en GO-537 bij Goiânia
- GO-415
- GO-330 bij Leopoldo de Bulhões
- GO-147
- GO-139 en GO-437 bij Silvânia
- GO-010 en GO-139 bij Vianópolis
- GO-330
- GO-219 en GO-309
- BR-050
- GO-519
- GO-309
- BR-040, BR-050, GO-309 en GO-436 bij Cristalina

## Plaatsen
Langs de route liggen de volgende plaatsen:
- Goiânia
- Bonfinópolis
- Leopoldo de Bulhões
- Silvânia
- Vianópolis
- Cristalina